# Stekelwormen

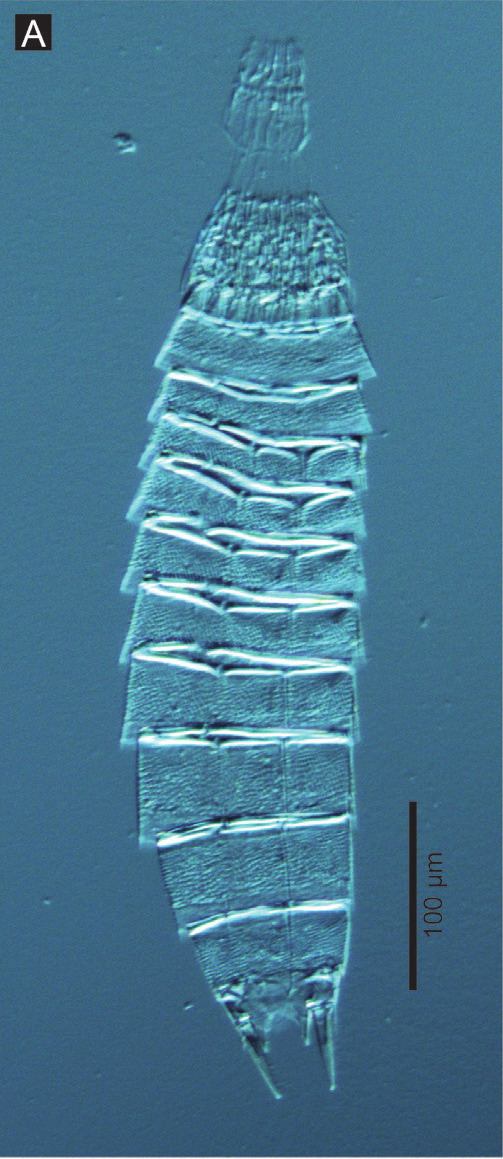
Microscopische opname van een stekelworm

Stekelwormen (Kinorhyncha) vormen een stam van zeer kleine ongewervelde wormen. De meeste van de 196 beschreven soorten worden niet langer dan 1 mm. Ze komen algemeen voor in modderige of zanderige gebieden op alle diepten. Ze voeden zich voornamelijk met kleine bacteriën en diatomeeën.
De wetenschappelijke naam, Kinorhyncha, is afgeleid van het Grieks: κίνηω (kineo) betekent beweging en ρυνχος (rhynchos) betekent neus.

## Lichaamsbouw
Stekelwormen zijn gesegmenteerd opgebouwd: ze bestaan uit een lang lichaam (bestaande uit 11 ringsegmenten), een kop, een nek en een langwerpige extremiteit aan de achterkant van het lichaam.
Ze bezitten geen externe trilharen, maar wel een aantal kleine uitsteeksels langs het lichaam (voornamelijk aan de achterkant) en rond de kop tot 7 cirkelvormige structuren met daarop diezelfde uitsteeksels. De uitsteeksels maken deel uit het exoskelet, dat gedurende hun leven enkele keren wordt vervangen.
De kop kan volledig worden ingetrokken en bedekt worden met een serie nekplaatjes om hem te beschermen.

## Taxonomie
De volgende taxa zijn bij de stekelwormen ingedeeld:
- Orde Cyclorhagida Zelinka, 1896
  - Familie Antygomonidae Adrianov & Malakhov, 1994
    - Geslacht Antygomonas Nebelsick, 1990 (3 soorten)

  - Familie Cateriidae Gerlach, 1956
    - Geslacht Cateria Gerlach, 1956 (2 soorten)

  - Familie Centroderidae Zelinka, 1896
    - Geslacht Campyloderes Zelinka, 1913 (2 soorten)
    - Geslacht Centroderes Zelinka, 1907 (1 soort)
    - Geslacht Condyloderes Higgins, 1969 (5 soorten)

  - Familie Echinoderidae Bütschli, 1876
    - Geslacht Cephalorhyncha Adrianov, 1999 (3 soorten)
    - Geslacht Echinoderes Claparède, 1863 (77 soorten)
    - Geslacht Fissuroderes Neuhaus & Blasche, 2006 (5 soorten)
    - Geslacht Meristoderes Herranz, Thormar, Benito, Sánchez & Pardos, 2012 (6 soorten)
    - Geslacht Polacanthoderes Sørensen, 2008 (1 soort)

  - Familie Dracoderidae Higgins & Shirayama, 1990
    - Geslacht Dracoderes Higgins & Shirayama, 1990 (4 soorten)

  - Familie Semnoderidae Remane, 1936
    - Geslacht Semnoderes Zelinka, 1907 (3 soorten)
    - Geslacht Sphenoderes Higgins, 1969 (2 soorten)

  - Familie Zelinkaderidae Higgins, 1990
    - Geslacht Triodontoderes Sørensen & Rho, 2009 (1 soort)
    - Geslacht Zelinkaderes Higgins, 1990 (4 soorten)
- Orde Homalorhagida Zelinka, 1896
  - Familie Neocentrophyidae Higgins, 1969
    - Geslacht Neocentrophyes Higgins, 1969 (2 soorten)
    - Geslacht Paracentrophyes Higgins, 1983 (3 soorten)

  - Familie Pycnophyidae Zelinka, 1896
    - Geslacht Kinorhynchus Sheremetevskij, 1974 (19 soorten)
    - Geslacht Pycnophyes Zelinka, 1907 (51 soorten)

  - Familie (nog niet geplaatst) 
    - Geslacht Franciscideres Dal Zotto, De Domenico, Garaffoni & Sørensen, in press (1 soort)
    - Geslacht Tubulideres Sørensen, Heiner, Ziemer & Neuhaus, 2007 (1 soort)
    - Geslacht Wollunquaderes Sørensen & Thormar, 2010 (1 soort)